# Ширков, Иван Пигасович
Иван Пигасович Ширко́в (1909—1966) — каменщик, новатор-изобретатель в строительстве.

## Биография
Родился 1 мая 1909 года в Курской губернии в семье крестьянина-бедняка. С 1931 года работал каменщиком. Создал ряд приспособлений для каменной кладки. В 1936—1937 годах в Москве он с бригадой каменщиков возводил стены 4-этажного здания школы за 20—25 дней, а в 1938 году — за 14 дней.
С 1938 года работал на стройках Военно-строительного управления в Москве. На фронте в военно-строительных частях участвовал в укреплении Московской зоны обороны, рубежей под Ростовом, Мариуполем, Сталинградом.
После войны — бригадир каменщиков, инструктор передовых методов кладки кирпича Военно-строительного управления Москвы. Член ВКП(б) с 1951 года. Депутат ВС СССР 4 созыва (1954—1958).
Умер 2 мая 1966 года. Похоронен в Москве на Пятницком кладбище.

## Награды и премии
- Сталинская премия третьей степени (1950) — за разработку и внедрение высокопроизводительных методов кирпичнокладочных работ.
- орден Трудового Красного Знамени
- медаль «За оборону Москвы»
- медаль «За оборону Сталинграда»
- медаль «За оборону Кавказа»
- медаль «За Победу над Германией в Великой Отечественной войне 1941—1945 гг.»
- медаль «В память 800-летия Москвы»